# ژان‌پل وینه
ژان‌پل وینه (زاده ۱۸ ژوئیه ۱۹۱۰ پاریس – درگذشت ۱۰ آوریل ۱۹۹۹ در ویکتوریا، ایالات متحده) زبان‌شناس و نظریه‌پرداز در ترجمه بود. شهرت او بیش از همه مدیون روشهای هفتگانهٔ ترجمهٔ متون ادبی است که با همکاری ژان داربلنه در کتاب «سبک‌شناسی تطبیقی فرانسه و انگلیسی: روش ترجمه» مطرح می‌کند. این هفت روش عبارتند از: تحت‌اللفظی، وامگیری، گرته‌برداری، تغییر صورت، تغییر بیان، معادل‌یابی و همانندسازی.